# Bruna da Costa
Bruna da Costa (Assis, 10 de janeiro de 1989) é uma ex-ginasta brasileira, que competiu em provas de ginástica artística.

## Carreira
Bruna representou a equipe brasileira que disputou o Campeonato Mundial de Aarhus, em 2006, na Dinamarca. Nele, ao lado de Daniele Hypolito, Laís Souza, Daiane dos Santos, Juliana Chaves Santos e Camila Comin, conquistou a sétima colocação na final por equipes. Individualmente, fora 158ª colocada no individual geral, não indo assim, a nenhuma final.